# Godet

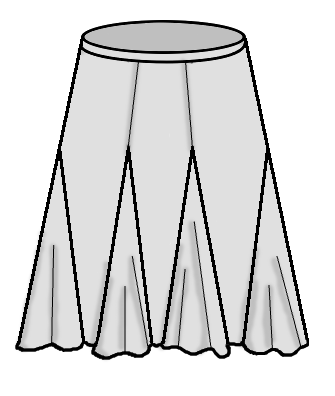
Spódnica z godetami na szwach

Godet to dodatkowa wstawka w odzieży z tkaniny w kształcie wycinka koła, zwykle stosowana w sukniach i spódnicach. Dodanie godetów powoduje rozszerzenie się ubioru – zwiększona jest w ten sposób szerokość i objętość. Godety najczęściej wszywa się w halkach. Dodanie godetów do ubrania daje również osobie je noszącej większy zakres ruchów.